# Chiesa di San Quirino (San Pietro al Natisone)
La chiesa di San Quirino si trova a San Pietro al Natisone (UD).

## Storia
La chiesetta, la più antica del comune, sorge sul sito di una necropoli  protostorica, riutilizzata in età romana. Una chiesa dedicata a San Quirino di Siscia risulta fondata già nel 1250. Questo edificio fu rinnovato nel corso nel 1493, come risulta da una lapide sul muro esterno, che fornisce il nome del suo costruttore e la data di erezione in caratteri gotici:
dove il cognome è la latinizzazione dello slavo Pirich.

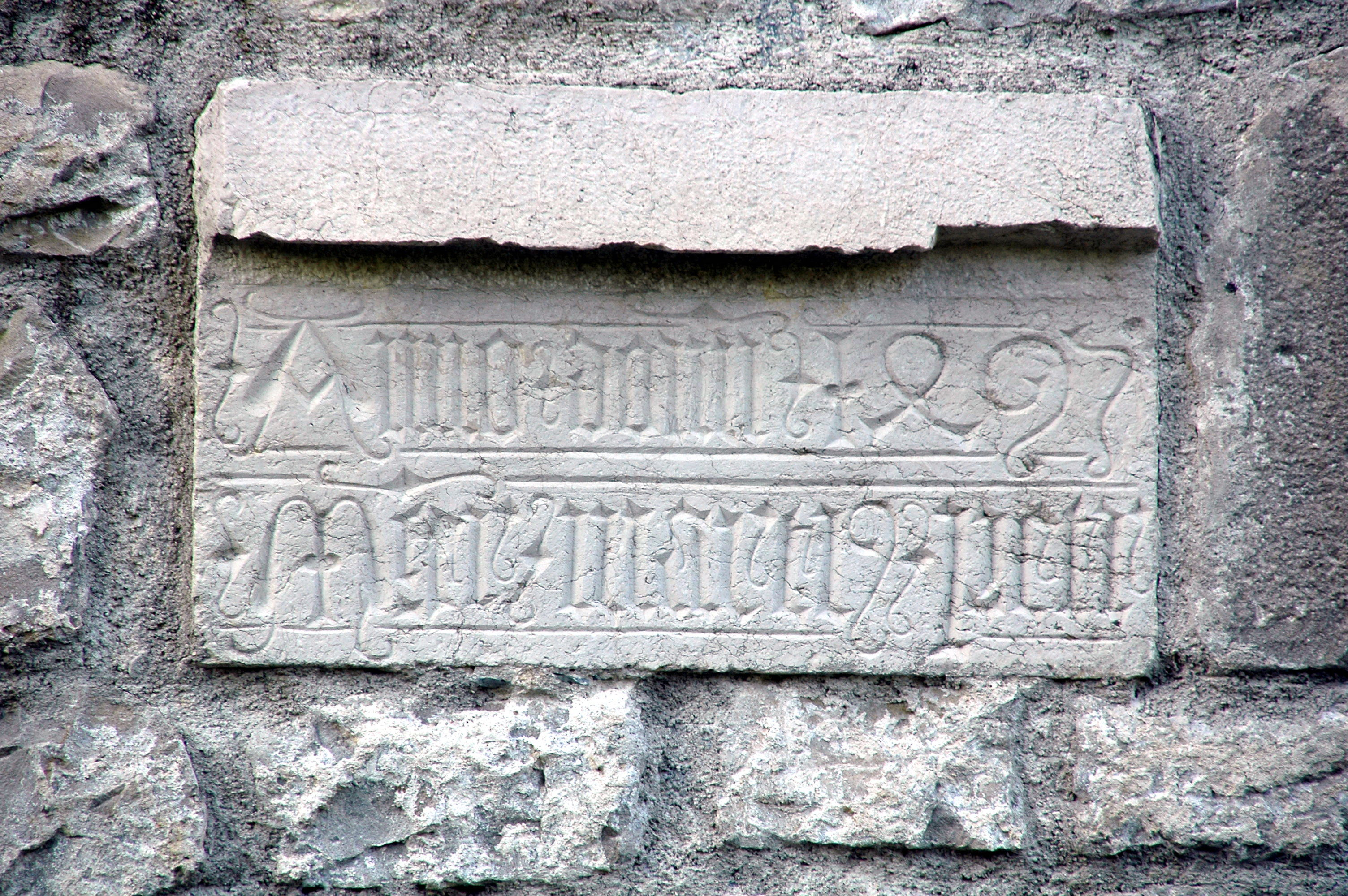

Nell'Ottocento la chiesa corse il rischio di essere demolita per ingrandire e arredare la chiesa di Azzida; fortunatamente l'ipotesi decadde nel giro di un decennio.
La chiesa appare ben conservata, nonostante i danni subiti dal terremoto del 1976. Il portico con copertura a padiglione è chiuso a sinistra e su mezzo fronte, risultando leggermente spostato rispetto all'asse della chiesa: sul colmo del tetto è situata una bifora campanaria.

## Descrizione
La porta principale a sesto acuto è leggermente strombata ed è affiancata da due finestre rettangolari. L'aula è rettangolare con travatura a vista e tavolato al posto delle tradizionali mattonelle in cotto decorate. L'arco trionfale a sesto acuto immette nel presbiterio poligonale con soffitto a rete di costoloni, all'intreccio dei quali spiccano la Raffigurazione del sole,  la Madonna con Bambino, San Giovanni evangelista, San Quirino in abiti pontificali e altri elementi decorativi come rosette e due scudi con lo stemma di Cividale o della Gastaldia d'Antro.
Delle colonnine in pietra sostengono alcuni capitelli figurati. L'altare in marmo accoglie una pala raffigurante i Santi Quirino, Sebastiano e Rocco, lavoro del  cividalese Luigi Bront e risalente all'inizio del XX secolo.
A destra dell'abside vi è un lavabo in pietra con motivi classicheggianti e un grande crocifisso ligneo. Lungo i muri perimetrali sono visibili affreschi con decorazioni.
La muratura è in pietra mista a sassi, intonacata, con pietre angolari a vista; la pavimentazione è in lastre di pietra nell'aula, in cotto nel presbiterio. La copertura è in cotto.
La chiesetta oggi svolge la funzione di tempio votivo ai caduti delle due guerre mondiali.